# Saint-Cyr-les-Vignes
Pour les articles homonymes, voir Saint-Cyr et Vignes.
Saint-Cyr-les-Vignes est une commune française située dans le département de la Loire en région Auvergne-Rhône-Alpes.

## Géographie
Saint-Cyr-les-Vignes fait partie du Forez.
| Saint-Laurent-la-Conche | Valeille             | Virigneux |
| Marclopt                | Saint-Cyr-les-Vignes |           |
| Saint-André-le-Puy      | Bellegarde-en-Forez  | Maringes  |

### Climat
Pour des articles plus généraux, voir Climat d'Auvergne-Rhône-Alpes et Climat de la Loire.
En 2010, le climat de la commune est de type climat des marges montargnardes, selon une étude du Centre national de la recherche scientifique s'appuyant sur une série de données couvrant la période 1971-2000. En 2020, Météo-France publie une typologie des climats de la France métropolitaine dans laquelle la commune est exposée à un climat de montagne ou de marges de montagne et est dans la région climatique Nord-est du Massif Central, caractérisée par une pluviométrie annuelle de 800 à 1 200 mm, bien répartie dans l’année.
Pour la période 1971-2000, la température annuelle moyenne est de 10,6 °C, avec une amplitude thermique annuelle de 16,8 °C. Le cumul annuel moyen de précipitations est de 755 mm, avec 8,9 jours de précipitations en janvier et 6,9 jours en juillet. Pour la période 1991-2020, la température moyenne annuelle observée sur la station météorologique de Météo-France la plus proche, « Chazelles-Lyon », sur la commune de Chazelles-sur-Lyon à 8 km à vol d'oiseau, est de 10,6 °C et le cumul annuel moyen de précipitations est de 764,0 mm,. Pour l'avenir, les paramètres climatiques de la commune estimés pour 2050 selon différents scénarios d'émission de gaz à effet de serre sont consultables sur un site dédié publié par Météo-France en novembre 2022.

## Urbanisme

### Typologie
Au 1er janvier 2024, Saint-Cyr-les-Vignes est catégorisée bourg rural, selon la nouvelle grille communale de densité à sept niveaux définie par l'Insee en 2022.
Elle est située hors unité urbaine et hors attraction des villes,.

### Occupation des sols
L'occupation des sols de la commune, telle qu'elle ressort de la base de données européenne d’occupation biophysique des sols Corine Land Cover (CLC), est marquée par l'importance des territoires agricoles (80,8 % en 2018), en diminution par rapport à 1990 (83,5 %). La répartition détaillée en 2018 est la suivante : 
prairies (43,6 %), terres arables (28,9 %), forêts (16,5 %), zones agricoles hétérogènes (8,3 %), zones urbanisées (2,7 %). L'évolution de l’occupation des sols de la commune et de ses infrastructures peut être observée sur les différentes représentations cartographiques du territoire : la carte de Cassini (XVIIIe siècle), la carte d'état-major (1820-1866) et les cartes ou photos aériennes de l'IGN pour la période actuelle (1950 à aujourd'hui).

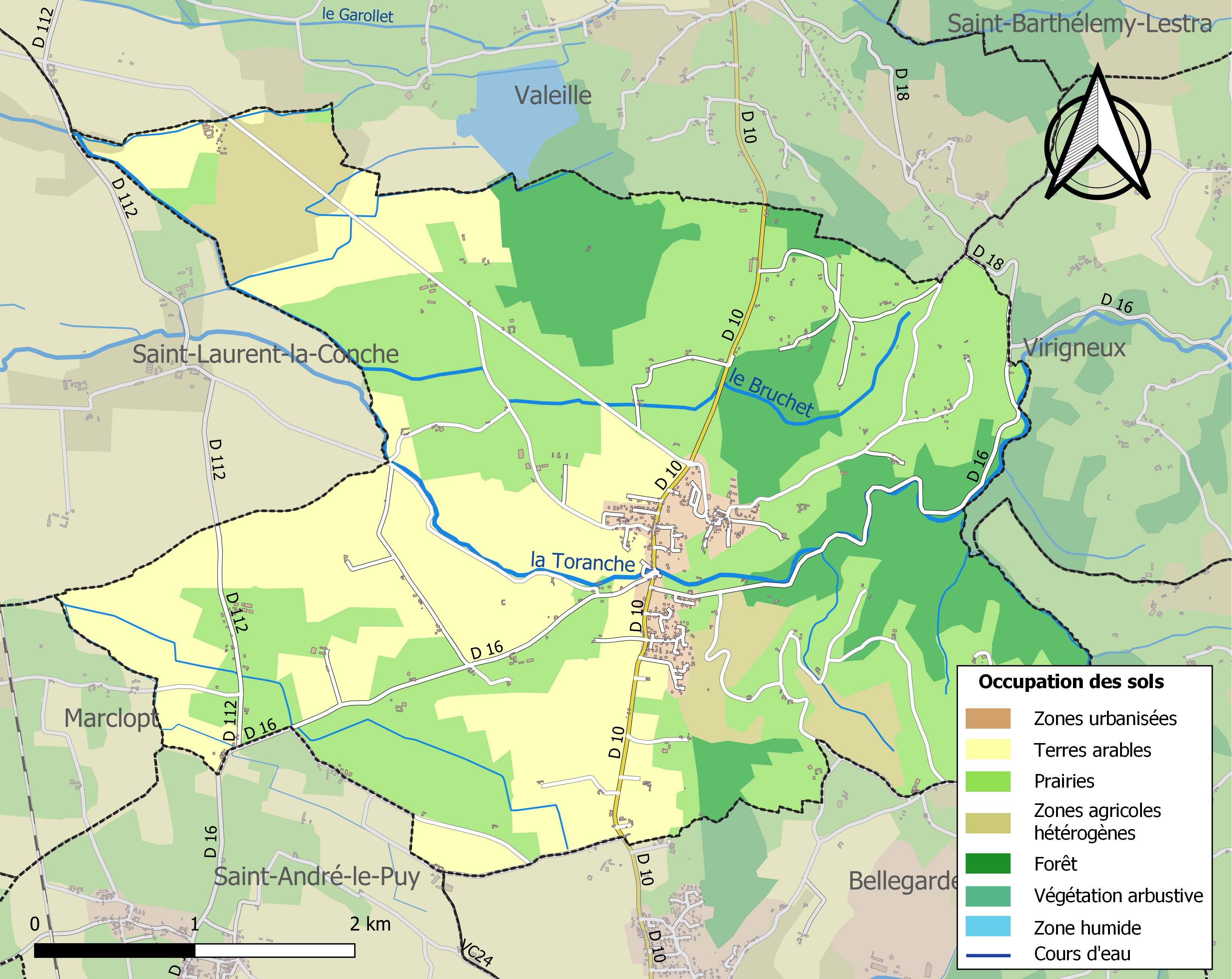
Carte des infrastructures et de l'occupation des sols de la commune en 2018 (CLC).

## Histoire

### Toponymie
La commune doit pour partie son nom à saint Cyr, jeune martyr chrétien du IVe siècle, fils de sainte Julitte.

## Politique et administration
| Période                                  | Période    | Identité                                | Étiquette | Qualité                              |
| ---------------------------------------- | ---------- | --------------------------------------- | --------- | ------------------------------------ |
| Les données manquantes sont à compléter. |            |                                         |           |                                      |
|                                          | avant 1902 | Marquis Emmanuel de Poncins (1830-1902) |           | Propriétaire du château de Saint-Cyr |
| Les données manquantes sont à compléter. |            |                                         |           |                                      |
| mars 2001                                | 2008       | Roger Berne                             |           |                                      |
| mars 2008                                | 2013       | Jean-Philippe Parrat                    |           |                                      |
|                                          |            |                                         |           |                                      |
| mars 2014                                | En cours   | Jean-François Reynaud                   |           |                                      |

## Démographie
L'évolution du nombre d'habitants est connue à travers les recensements de la population effectués dans la commune depuis 1793. Pour les communes de moins de 10 000 habitants, une enquête de recensement portant sur toute la population est réalisée tous les cinq ans, les populations de référence des années intermédiaires étant quant à elles estimées par interpolation ou extrapolation. Pour la commune, le premier recensement exhaustif entrant dans le cadre du nouveau dispositif a été réalisé en 2007.

En 2022, la commune comptait 1 077 habitants, en évolution de +6,11 % par rapport à 2016 (Loire : +1,32 %, France hors Mayotte : +2,11 %).
| 1793  | 1800  | 1806 | 1821 | 1831  | 1836  | 1841 | 1846  | 1851  |
| ----- | ----- | ---- | ---- | ----- | ----- | ---- | ----- | ----- |
| 1 000 | 1 075 | 845  | 948  | 1 001 | 1 008 | 990  | 1 059 | 1 033 |

| 1856  | 1861 | 1866  | 1872  | 1876  | 1881  | 1886  | 1891  | 1896  |
| ----- | ---- | ----- | ----- | ----- | ----- | ----- | ----- | ----- |
| 1 055 | 984  | 1 005 | 1 012 | 1 058 | 1 070 | 1 100 | 1 096 | 1 053 |

| 1901  | 1906  | 1911 | 1921 | 1926 | 1931 | 1936 | 1946 | 1954 |
| ----- | ----- | ---- | ---- | ---- | ---- | ---- | ---- | ---- |
| 1 069 | 1 002 | 936  | 815  | 810  | 811  | 764  | 729  | 732  |

| 1962 | 1968 | 1975 | 1982 | 1990 | 1999 | 2006 | 2007 | 2012 |
| ---- | ---- | ---- | ---- | ---- | ---- | ---- | ---- | ---- |
| 661  | 625  | 552  | 553  | 643  | 789  | 917  | 931  | 928  |

| 2017  | 2022  | - | - | - | - | - | - | - |
| ----- | ----- | - | - | - | - | - | - | - |
| 1 042 | 1 077 | - | - | - | - | - | - | - |

## Culture locale et patrimoine

### Lieux et monuments

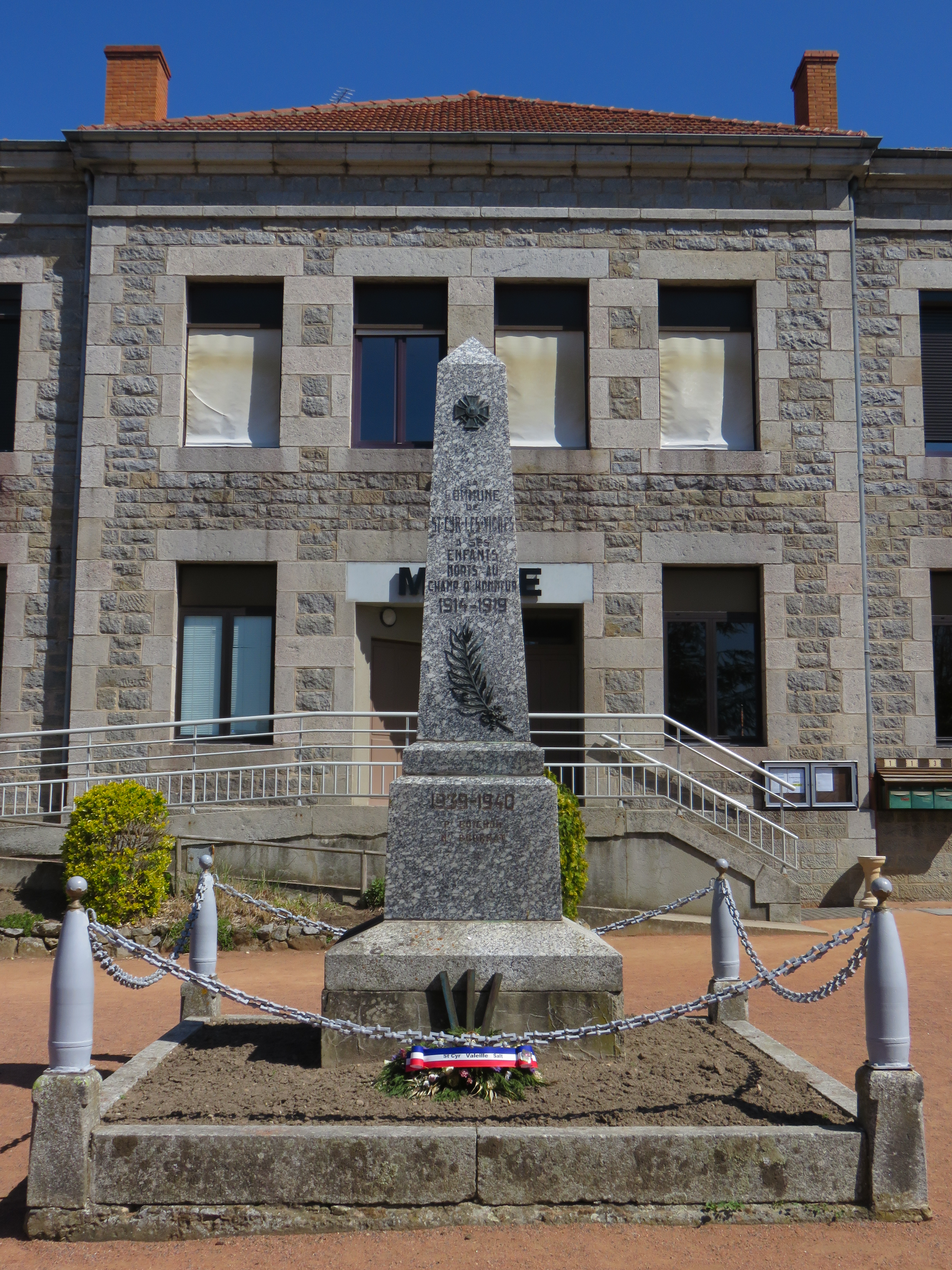
Le monument aux morts devant la mairie.

- Église Saint-Cyr-et-Sainte-Julitte de Saint-Cyr-les-Vignes

### Espaces verts et fleurissement
En 2015, la commune de Saint-Cyr-les-Vignes bénéficie du label « ville fleurie » avec « deux fleurs » attribuées par le Conseil national des villes et villages fleuris de France au concours des villes et villages fleuris.

### Personnalités liées à la commune
- Mgr Pierre Bataillon (1810-1877), missionnaire et évêque à Wallis-et-Futuna, est né à Saint-Cyr-les-Vignes.
- Victor de Laprade (1812- 1883) académicien qui venait chercher de l'inspiration au château du Perret à Saint-Cyr-les-Vignes.